# Бурек

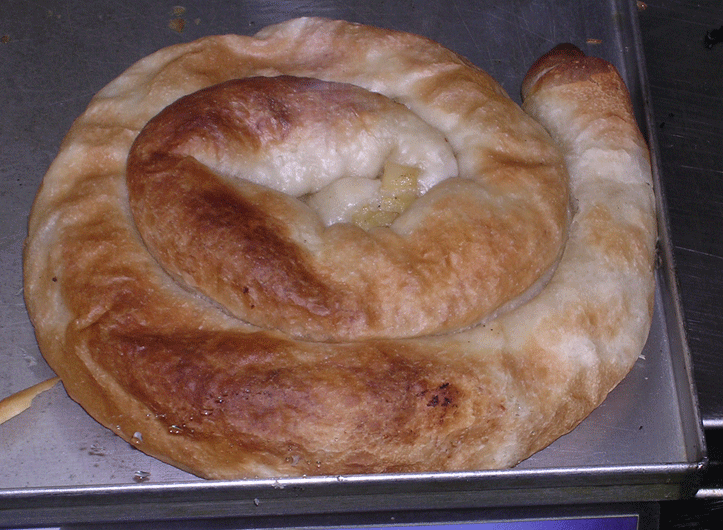
Згорнутий бурек

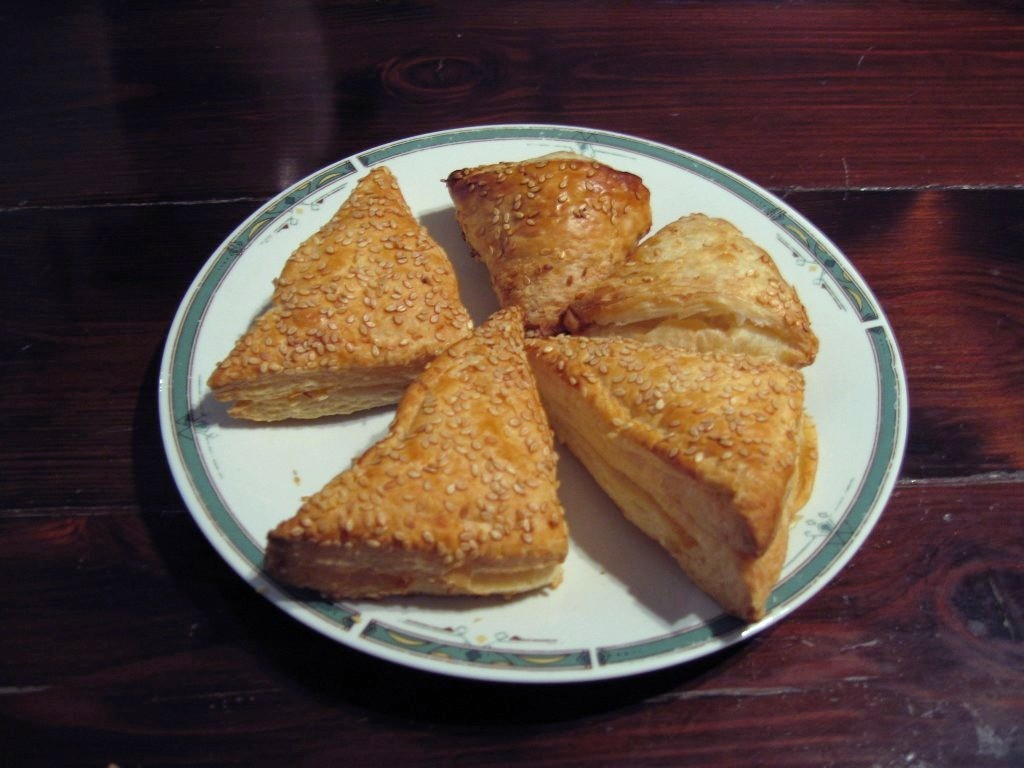
Бурек, вкритий картоплею, Ізраїль

Бурек, Кальба-коне (тур. burek та грец. μπουρέκι, також byrek, boereg, piroq, בורקס) — страва, яка походить із Туреччини та популярна в країнах, що в певний період входили до складу Османської імперії.
У Греції та Кіпрі бурек готують з особливого листкового тіста — філо — та начиняють рубленим м'ясом, овочами або сиром, зокрема фетою. Особливий тип бурека готують у префектурі Ханья на острові Крит: бурек начиняють рубленими баклажанами, нарізаною картоплею, сиром мізіфра із м'ятою. Іноді начинку покривають товстим шаром тіста філо або й не вкривають взагалі. В Україні страва має назву кальба-коне та представляє собою листкове тісто закручене в круг. Має начинку з фаршу (свиного або курячого) та сиру, тісто зверху посипане кунжутом
Галактобуреко — десерт, ще один грецький різновид бурека з кремом зі смаком лимону та просочений сиропом, дещо схожий на марципан.
В Ізраїлі найпоширеніше тісто для бурекас — філо і філас, хоча часто його роблять і з листового тіста. Бурекаси з сирною (солоні сири, рикота, кашкавал), овочевою (картопля, шпинат) або грибною начинкою в закусочних інколи подають із йогуртом, частіше — з крутим яйцем, томатним соусом або солоними огірочками. Цікавою особливістю є форма бурекаса. В Ізраїлі вона стандартна для кожного виду начинки. Прямокутний — з картоплею, півколо — із сиром качокавалло, рівнобедрений трикутник — із сиром фета, рівносторонній трикутник — із грибами, круглий — зі шпинатом та іншими начинками.